# Hassan Rowshan
Hassan Rowshan (persisch حسن روشن) oder auch Hassan Rōshan (* 24. Oktober 1955 in Teheran) ist ein ehemaliger iranischer Fußballspieler, welcher als Stürmer hauptsächlich für Esteghlal spielte. Zudem war er lange Teil der Iranischen Fußballnationalmannschaft und gilt als einer der besten Spieler in der Geschichte des iranischen Fußballs. Seit dem 15. Juli 2011 ist er Technischer Direktor seines Heimatvereins.

## Leben
Hassan Rowshan wurde am 24. Oktober 1955 in Tajrish in Teheran geboren. Sein Bruder starb bereits 1980 im Zusammenhang des Iran-Irak-Kriegs. Bereits im Alter von 13 Jahren wechselte Rowshan in die Jugendabteilung von Taj, dem heutigen Esteghlal FC. Zudem war er auch in der Schulmannschaft seiner Pasargad-Shemiran-Schule aktiv.
Erstmals mit ausländischen Fußball kam er im Zuge eines Freundschaftsspiels zwischen seinem Klub Taj und der Jugendauswahl der brasilianischen Fußballnationalmannschaft in Kontakt. Vor 20.000 Zuschauern im Shahid-Shiroudi-Stadion (damals Amjadieh-Stadion) wurde er in den letzten 20 Minuten eingesetzt. Auch wenn sein Team am Ende mit 1:2 verlor, soll das Spiel vor dieser Kulisse ihn weiter motiviert und angetrieben haben, Profifußballer zu werden.

## Vereinskarriere
Nachdem Rowshan 1969 zu Taj gewechselt war, kam er in der ersten Mannschaft zum ersten Mal im Alter von 17 Jahren zum Einsatz. Aufgrund starker Spiele entwickelte er sich schnell zum Leistungsträger seines Teams und machte auch in der Öffentlichkeit auf sich aufmerksam. Mit ihm gewann Taj in der Saison 1974/75 den Takht Jamshid Cup und 1977 den Hazfi Cup. Nach der für ihn starken Weltmeisterschaft 1978 in Argentinien, wurden mehrere Vereine aus dem Ausland auf ihn aufmerksam. Er entschied sich schließlich für einen Wechsel nach Al-Ahli Dubai, mit dem er in der Spielzeit 1979/80 Meister wurde. 1982 kehrte er für einige Spiele zu Esteghlal zurück, ehe er die Saison 1983/84 wieder bei Al-Ahli Dubai verbrachte. Nach nur einem Jahr kam er jedoch wieder zu Esteghlal zurück und wurde mit seinem Verein 1985/86 Meister der Teheran Provinincial League. 1988 beendete er schließlich auch hier seine Karriere.

## Nationalmannschaft
Rowshan wurde 1974 erstmals in die Nationalmannschaft berufen und war Teil der Goldenen Generation des iranischen Fußballs. Schließlich konnte sich der Iran mit ihm 1978 erstmals für eine Weltmeisterschaft qualifizieren, bei der Rowshan im letzten Gruppenspiel gegen Peru nach einem schönen Solo ein Tor schoss. Auch konnte er sich mit dem Iran für die Olympischen Sommerspiele 1976 in Montreal qualifizieren und gewann zudem die Asienspiele 1974 und den AFC Asian Cup 1976 im eigenen Land. Sein letztes Turnier bestritt er 1980 beim AFC Asian Cup 1980 in Kuwait. Er machte insgesamt 48 Länderspiele, in denen er 13 Treffer erzielen konnte und gilt zudem neben Ali Parvin als der beste iranische Fußballer jener Zeit.